# Усть-Тасуркай
Усть-Тасуркай — село в Приаргунском районе Забайкальского края России. Административный центр сельского поселения «Усть-Тасуркайское». Основано в 1816 году.

## География
Село находится в юго-западной части района, на левом берегу реки Урулюнгуй, на расстоянии примерно 46 километров (по прямой) к западу от посёлка городского типа Приаргунск. Абсолютная высота — 575 метров над уровнем моря.
Климат
Климат характеризуется как резко континентальный, с длительной морозной малоснежной зимой и коротким тёплым летом. Среднегодовая температура воздуха по району отрицательная и варьируется в пределах от -−4°С до — 3,5°С. Средняя температура самого холодного месяца (января) составляет −26 — −29°С (абсолютный минимум — −56 °С), температура самого тёплого (июля) — 18 — 20°С (абсолютный максимум — 38 °С). Безморозный период длится в среднем от 90 до 110 дней в году. Среднегодовое количество атмосферных осадков составляет 300—350 мм.
Часовой пояс
Село Усть-Тасуркай находится в часовой зоне МСК+6. Смещение применяемого времени относительно UTC составляет +9:00.

## Население
| 1989 | 2002 | 2010 | 2021 |
| ---- | ---- | ---- | ---- |
| 679  | ↘559 | ↘469 | ↘379 |

Половой состав
По данным Всероссийской переписи населения 2010 года в гендерной структуре населения мужчины составляли 48,2 %, женщины — соответственно 51,8 %.
Национальный состав
Согласно результатам переписи 2002 года, в национальной структуре населения русские составляли 91 % из 559 чел.

## Инфраструктура
В селе функционируют средняя общеобразовательная школа, интернат, пекарня, мельница и фельдшерско-акушерский пункт.